# 6751 van Genderen
6751 van Genderen è un asteroide della fascia principale. Scoperto nel 1971, presenta un'orbita caratterizzata da un semiasse maggiore pari a 2,4244639 UA e da un'eccentricità di 0,1625909, inclinata di 4,63850° rispetto all'eclittica.